# Перцеві
Перцеві (Piperaceae) — родина квіткових рослин порядку перцевоцвітих (Piperales). Представники — кущі, ліани і трави, зрідка невеликі дерева.
Ця родина рослин визнається більшістю таксономічних систем. Найвідоміший вид — чорний перець (Piper nigrum), насіння якого використовуються як прянощі. Таксономічна система APG II від 2003 року (без змін в порівнянні з APG від 1998 року) також визнає цю родину, зараховувавши його до порядку перцевоцвітих (Piperales) у кладі магноліїдів (magnoliids). Родина містить приблизно 5 родів і 3700 видів ароматичних рослин. Поширення пантропічне, у Центральній і Південній Америці, Африці, на півдні Азії, в Австралії, на островах. Трави або чагарники, прямостоячі або виткі. Листки зазвичай чергуються, цілі, рідко протилежні або в кільцях, черешкові, прилистки є або відсутні. Квітки дрібні. Плід ягодоподібний, дрібний, з соковитим, тонким або сухим навколопліником.